# 佐柳島
佐柳島（さなぎしま）は香川県仲多度郡多度津町にある島で、瀬戸内海に浮かぶ塩飽諸島の一つ。

## 概要

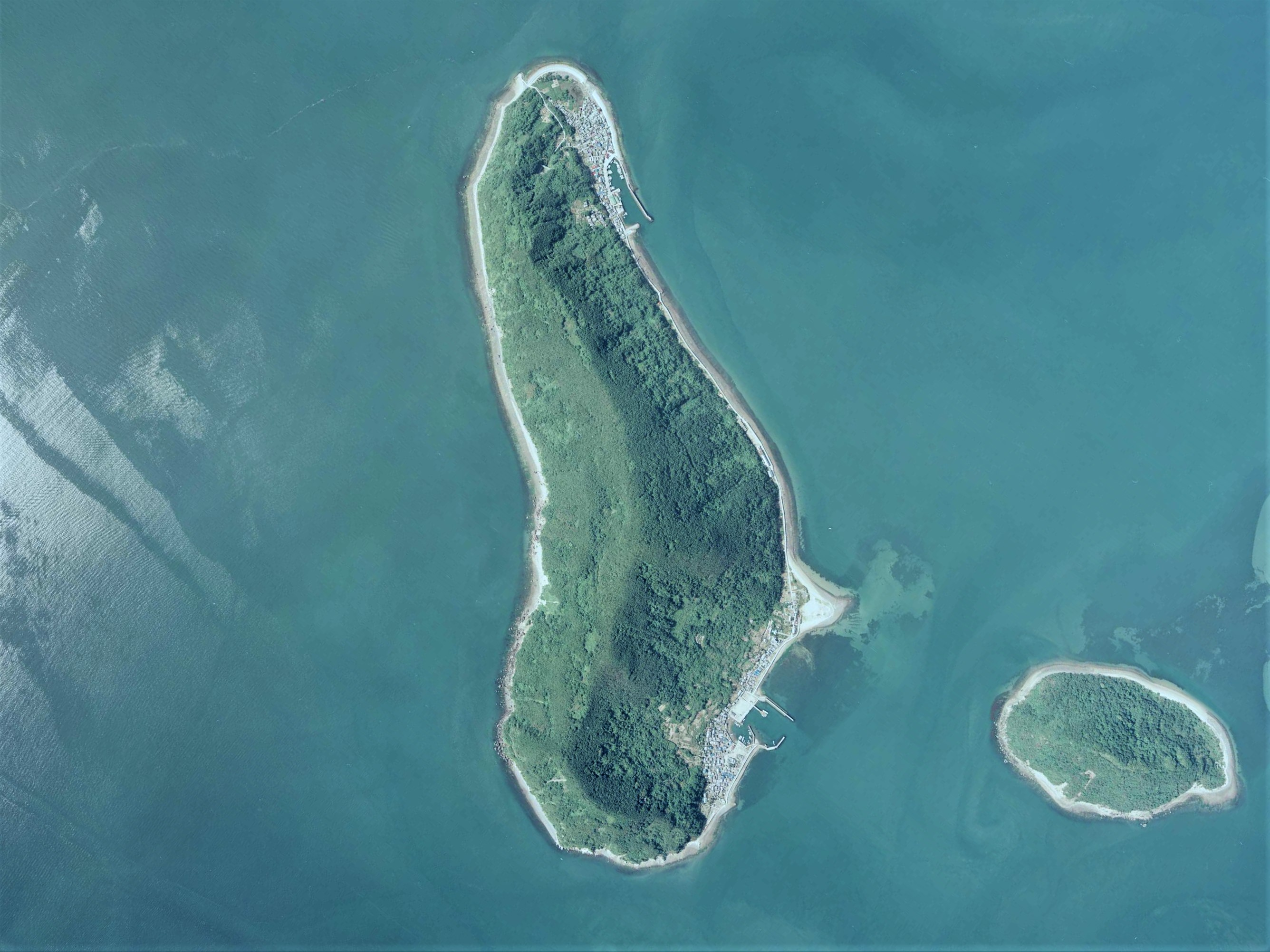
佐柳島付近の空中写真。右が小島。1992年6月1日撮影。
。

多度津港の北西14.8kmに位置しており、島は南北に細長い地形である。
面積1.83km2、周囲6.6km。2021年時点の人口は60人弱。最高峰は248.52mの高登山。全域が香川県仲多度郡多度津町大字佐柳に属し、集落は南部に本浦、北部に長崎がある。
産業として水産業（主に刺し網漁やタコ壺漁）や農業（主にイモやマメなどの畑作）があるが、自家消費的なものが中心となっている。
医療施設は国民健康保険直営診療所（国民健康保険佐柳診療所）がある。
水道は海底送水が行われており普及率は100%である。一方、ごみ処理やし尿処理は定期的に本土に搬出して処理している。
本浦・長崎集落ともに埋め墓と参り墓と呼ばれる両墓制が残っていて、長崎の埋め墓は1965年(昭和40年)4月3日に県の有形民俗文化財に指定されている。
郵便番号は764-0040（丸亀郵便局管区）。
2010年8月18日に第6管区海上保安本部広島航空基地のベル412EP型ヘリコプター「あきづる」が同島と小島とを結ぶ送電線に接触して海に墜落する佐柳島沖海保ヘリ墜落事故が起きた。
多くの地域猫が棲む「猫の島」として知られ観光客も多い。動物写真家岩合光昭も『岩合光昭の世界ネコ歩き』撮影のために訪れている。

## 歴史
島名の由来は、室町幕府第3代将軍・足利義満が厳島参詣の途中に強風に遭い、この島に避難すると風が和らいだので、早凪（はやなぎ）と呼んだのが変化したという説がある。
幕末の頃、数名の島民が咸臨丸の乗組員に選ばれ勝海舟らと共にアメリカ合衆国サンフランシスコに渡米。航海中に病を患い客死した平田富蔵の墓が乗蓮寺に残る。
また坂本龍馬率いる海援隊の志士として活躍した佐柳高次は「いろは丸沈没事件」当時のいろは丸の航海長を務め、長崎奉行所占拠事件にも参加している。
明治以降は東方にある無人島・小島（おしま。TV・書籍などで「おじま」と表記されることがあるが島民の発音では「おしま」となる）と共に「仲多度郡佐柳島村」（さなぎしまむら）として存在した。1956年9月30日に多度津町に編入された。

## 交通

### 道路
- 香川県道260号長崎本浦線

### 水上交通
四国本土へのアクセスはたどつ汽船が運行するフェリーで、長崎港発、本浦港経由（一部本浦港発）の多度津港まで運行している。全便とも途中で高見島を経由する。
- たどつ汽船（多度津港より）
  - 本浦港 - 3往復半
  - 長崎港 - 2往復

なお、本州からも三洋汽船で毎週土曜日のみアクセスが可能である（笠岡港から真鍋島乗り継ぎで本浦港へ）。
- 三洋汽船（笠岡港より真鍋島にて乗継）
  - 本浦港 - 週1往復（毎週土曜日のみ運航）

## 主な施設
多度津町立佐柳小・中学校があったが1995年（平成7年）3月で廃校となった。旧校舎は社会教育施設の多度津町佐柳島自然体験センターとなっていたが、リノベーションにより2017年（平成29年）8月にゲストハウス及び飲食店となった。
- 多度津町佐柳出張所
- 八幡神社
- 乗蓮寺
- 大天狗神社(現在はイノシシが出没するため参道に注意看板が設置されている)
- 喫茶兼宿泊施設「ネコノシマホステル」（旧佐柳小学校校舎）

## ロケ
- 1962年春に当地を舞台とする丘さとみ主演・新藤兼人脚本・関川秀雄監督の映画『あの空の果てに星はまたたく』（東映東京）の長期ロケが行われた[5]。
- 2019年夏に当地を取材したテレビ神奈川制作のテレビ番組『ボクらと島ネコ。』（椎名鯛造・深澤大河出演）のロケが行われた。

## ギャラリー
- 本浦港（佐柳島）
- 本浦港（佐柳島）待合所
- 佐柳島の家並み
- 佐柳簡易郵便局（一時閉鎖中）